# Freie Arbeit (Strafrecht)
Die freie Arbeit (Art. 293 Einführungsgesetz zum Strafgesetzbuch) in Deutschland ist ein strafrechtliches Instrument zur Vermeidung der Vollstreckung von Ersatzfreiheitsstrafen. Personen, die zu einer Geldstrafe verurteilt wurden, diese aber nicht zahlen können, können ersatzweise freie Arbeit leisten. Da Zwangsarbeit in Deutschland verboten ist, ist immer die Zustimmung des Verurteilten erforderlich (Art. 12 Grundgesetz).

## Freie Arbeit in Deutschland

### Allgemeines
Die Geldstrafe ist die am häufigsten angewandte Strafsanktion. Ca. 80 % aller Strafen sind Geldstrafen (ca. 20 % Freiheitsstrafen). Wenn die Geldstrafe von der Person nicht gezahlt werden kann, droht die ersatzweise Inhaftierung (Ersatzfreiheitsstrafe). Diese Umwandlung lässt sich durch die Leistung von der sogenannten freien Arbeit vermeiden. Hierbei handelte es sich um eine unentgeltliche Arbeit, die nicht erwerbswirtschaftlichen Zwecken dienen darf (Art. 293 EG StGB). Sie wird daher in der Regel in gemeinnützigen und kommunalen Einrichtungen geleistet (z. B. Grünflächenpflege, soziale Einrichtungen usw.).
Die freie Arbeit wurde erstmals in den Geldstrafengesetzen in der Weimarer Republik ins Strafgesetzbuch aufgenommen. In der Praxis wurde sie jedoch erst seit den 1980er Jahren in der Bundesrepublik umgesetzt. In den 1990er Jahren erlebte sie einen bundesweiten Boom und ist mittlerweile flächendeckend in Deutschland installiert. In den letzten Jahren ist die Anzahl der Verfahren, in denen freie Arbeit geleistet wird, bei relativ gleichbleibender Anzahl von vollstreckten Geldstrafen rückläufig:
|                                                 | 2011      | 2012      | 2013      | 2014      | 2015      | 2016      | 2017    | 2018    | 2019    | 2020    | 2021    |
| ----------------------------------------------- | --------- | --------- | --------- | --------- | --------- | --------- | ------- | ------- | ------- | ------- | ------- |
| vollstreckte Geldstrafen                        | 604.327   | 593.258   | 583.864   | 594.226   | 595.483   | 597.000   | 583.437 | 581.394 | 590.830 | 565.936 | 538.810 |
| Verfahren in denen freie Arbeit geleistet wurde | 38.601    | 38.009    | 32.500    | 35.441    | 32.500    | 30.553    | 26.973  | 22.869  | 21.174  | 15.877  | 14.572  |
| durch freie Arbeit getilgte Tagessätze          | 1.327.609 | 1.284.601 | 1.054.495 | 1.138.808 | 1.102.061 | 1.028.404 | 913.498 | 793.837 | 735.341 | 579.594 | 545.458 |

(Quelle: Destatis (2022): Fachserie 10 Reihe 2.6 Staatsanwaltschaften, 2021, Tab. 1.1)

### Verfahren
Das genaue Verfahren zur Beantragung und Ableistung der freien Arbeit ist von den Bundesländern durch Verordnungen über die Abwendung der Vollstreckung von Ersatzfreiheitsstrafe durch freie Arbeit geregelt (in Bayern über die Gnadenordnung). Diese regeln das Verfahren (in der Regel) wie folgt:
Voraussetzung ist Uneinbringlichkeit der Geldstrafe, nicht unbedingt Zahlungsunfähigkeit des Verurteilten. Entscheidende Behörde ist nicht das Gericht, sondern die zuständige Staatsanwaltschaft. Bei dieser muss ein Antrag auf freie Arbeit gestellt werden. Die freie Arbeit kann erst geleistet werden, wenn die Staatsanwaltschaft diese bewilligt hat. Die Verfahren zur Auswahl einer anerkannten Beschäftigungsstelle sind bundesweit unterschiedlich. Zum Teil beauftragt die Staatsanwaltschaft die Gerichtshilfe oder freie Träger mit der Vermittlung einer Einsatzstelle und der Überwachung der Ableistung – zum Teil erfolgt dies direkt über die Staatsanwaltschaft. Die freie Arbeit soll zügig abgeleistet werden. Wenn Personen bspw. arbeitslos sind, sind 30 Stunden pro Woche möglich. Bei berufstätigen Personen ist auch ein Einsatz am Wochenende möglich.
Für die freie Arbeit wird kein Lohn gezahlt. Zum Ausgleich seiner Kosten können Aufwendungen (z. B. Fahrkosten) erstattet werden (§ 1 Abs. 3 TVO Berlin). Während der Ableistung der freien Arbeit stehen arbeitslose Personen dem Arbeitsmarkt weiter zur Verfügung, d. h., es besteht weiterhin ein Anspruch auf Arbeitslosengeld. Die freie Arbeit begründet „kein Arbeitsverhältnis im Sinne des Arbeitsrechts und kein Beschäftigungsverhältnis im Sinne der Sozialversicherung“ (Art. 293 Abs. 2 EG StGB), d. h., es werden keine Leistungen für die Arbeitslosen- oder Rentenversicherung erbracht. Die Vorschriften über den Arbeitsschutz finden „sinngemäße Anwendung“. Es besteht während der Beschäftigung eine Unfallversicherung.
Die freie Arbeit kann jederzeit beendet werden, indem die (Rest-)Geldstrafe bezahlt wird.
Bei unentschuldigtem Fernbleiben und anderen Verstößen kann die Staatsanwaltschaft die Bewilligung der freien Arbeit widerrufen und die Vollstreckung der Ersatzfreiheitsstrafe anordnen. Die geleisteten Stunden werden dabei angerechnet.
Im Jahr 2023 wurde die Ersatzfreiheitsstrafe durch die Bundesregierung reformiert. Der Umrechnungsmaßstab von Geld- in Ersatzfreiheitsstrafe ist bei ab dem 1. Februar 2024 rechtskräftig gewordenen Geldstrafen nicht mehr 1:1, sondern 2:1, d. h. durch einen Tag Ersatzfreiheitsstrafe werden zwei Tagessätze der Geldstrafe getilgt. Gleichzeitig „halbiert“ sich damit auch die freie Arbeit. Auch hier gilt bei ab dem 1. Februar 2024 rechtskräftig gewordenen Geldstrafen: Bei einer Geldstrafe von 30 Tagessätzen müssen nur 15 Tagessätze durch freie Arbeit getilgt werden. Mehrere Bundesländer haben daher die Zahl der pro Tag Ersatzfreiheitsstrafe abzuleistenden Stunden erhöht.

### Landesrechtliche Bestimmungen
Der Gesetzgeber hat es den Landesregierungen überlassen, die freie Arbeit auszugestalten. Ausgangspunkt ist die im Urteil (Strafbefehl) festgelegte Anzahl von Tagessätzen. Diese wird in Arbeitsstunden umgerechnet.
Eine Übersicht bietet der wissenschaftliche Dienst des Deutschen Bundestags.
In Berlin ist es möglich, auch während der Vollstreckung einer Ersatzfreiheitsstrafe freie Arbeit zu leisten. Die Haftzeit reduziert sich dann um die getilgten Tagessätze.
| Bundesland             | Verordnung | Stunden/Anzahl Tagessatz |
| ---------------------- | --- | ------------------------ |
| Baden-Württemberg      | Verordnung des Justizministeriums über die Abwendung der Vollstreckung von Ersatzfreiheitsstrafen durch freie Arbeit vom 30. Juni 2009                | 6                        |
| Bayern                 | § 32 Abs. 1 Satz 1 Bayerische Gnadenordnung (BayGnO) vom 29. Mai 2006                                                                                 | 6                        |
| Berlin                 | Verordnung über die Abwendung der Vollstreckung von Ersatzfreiheitsstrafen durch freie Arbeit (Tilgungsverordnung – TilgV) vom 27. Januar 2021        | 6                        |
| Brandenburg            | Verordnung über die Abwendung der Vollstreckung einer Ersatzfreiheitsstrafe durch freie Arbeit vom 1. Februar 2024                                    | 8                        |
| Bremen                 | Verordnung über die Tilgung uneinbringlicher Geldstrafen durch gemeinnützige Arbeit vom 12. Dezember 2013                                             | 4                        |
| Hamburg                | Verordnung über die Tilgung uneinbringlicher Geldstrafen durch gemeinnützige Arbeit                                                                   | 5                        |
| Hessen                 | Verordnung über die Tilgung von Geldstrafen durch freie Arbeit vom 24. Januar 1997                                                                    | 6                        |
| Mecklenburg-Vorpommern | Verordnung über die Abwendung der Vollstreckung einer Ersatzfreiheitsstrafe durch freie Arbeit vom 23. Februar 1993                                   | 6                        |
| Niedersachsen          | Verordnung über die Abwendung der Vollstreckung von Ersatzfreiheitsstrafe durch freie Arbeit vom 19. April 1996                                       | 6                        |
| Nordrhein-Westfalen    | Verordnung über die Tilgung uneinbringlicher Geldstrafen durch freie Arbeit                                                                           | 5                        |
| Rheinland-Pfalz        | Landesverordnung über die Abwendung der Vollstreckung von Ersatzfreiheitsstrafen durch freie Arbeit vom 6. Juni 1988                                  | 6                        |
| Saarland               | Verordnung über die Abwendung der Vollstreckung von Ersatzfreiheitsstrafen durch freie Tätigkeit vom 21. Juli 1986                                    | 4                        |
| Sachsen                | Verordnung des Sächsischen Staatsministeriums der Justiz und für Europa über die Abwendung der Vollstreckung einer Ersatzfreiheitsstrafe durch Arbeit | 5                        |
| Sachsen-Anhalt         | Verordnung über die Abwendung der Vollstreckung von Ersatzfreiheitsstrafe durch freie Arbeit vom 21. September 1993                                   | 6                        |
| Schleswig-Holstein     | Landesverordnung über die Abwendung der Vollstreckung von Ersatzfreiheitsstrafen durch freie Arbeit vom 12. Februar 1993                              | 6                        |
| Thüringen              | Verordnung über die Tilgung uneinbringlicher Geldstrafen durch freie Arbeit vom 19. Januar 1993                                                       | 6                        |

### Andere Formen gemeinnütziger Arbeit im Strafrecht
Von der freien Arbeit müssen Arbeitsleistungen unterschieden werden, die jemand aufgrund einer Auflage (Justiz) oder Erziehungsmaßregel erbringt.

## Gemeinnützige Arbeit in Österreich
Die Staatsanwaltschaft kann von der Verfolgung einer Straftat zurücktreten, wenn sich der Beschuldigte bereit erklärt, unentgeltliche gemeinnützige Arbeit zu vollbringen (§ 201 Strafprozeßordnung). Die gemeinnützige Arbeit darf nicht mehr als 240 Stunden umfassen (§ 202 Strafprozeßordnung).
Auch die Abwendung einer Ersatzfreiheitsstrafe durch „Erbringen gemeinnütziger Leistungen“ ist in Österreich möglich. Vier Stunden gemeinnütziger Leistungen entsprechen einem Tag der Freiheitsstrafe.

## Gemeinnützige Arbeit in der Schweiz
Freiheits- und Reststrafen von nicht mehr als 6 Monaten sowie Geldstrafen und Bußen können als gemeinnützige Arbeit verbüßt werden (§ 79a Strafgesetzbuch). Vier Stunden gemeinnütziger Arbeit entsprechen einem Tag Freiheitsstrafe (oder Äquivalent).

## Situation in anderen Ländern

### Belgien
In Belgien gibt es zwei Formen der gemeinnützigen Arbeit im Strafrecht:
- Die Staatsanwaltschaft hat die Möglichkeit, eine gemeinnützige Arbeit als Wiedergutmachung zu betrachten und kann ein Strafverfahren daraufhin einstellen (Travail d'intérêt général).[32]
- Die Staatsanwaltschaft kann mit Zustimmung des Angeklagten gemeinnützige Arbeit als Haupt- oder Nebenstrafe verhängen (Peine de travail autonome). Die Strafe darf 300 Stunden nicht überschreiten.[33][34]

### England und Wales
Die Unpaid work requirements können als Haupt- oder Nebenstrafe verhängt werden. Der Umfang soll 40 bis 300 Stunden betragen und wird vom Gericht festgelegt.

### Frankreich
In Frankreich kann seit 1983 gemeinnützige Arbeit (Travail d'intérêt général) als Alternativstrafe verhängt werden. Sie kann als Haupt- oder Zusatzstrafe ausgesprochen werden. Da der Verurteilte der Ableistung der gemeinnützigen Arbeit zustimmen muss, ist ihre Anwendung der deutschen Regelung vergleichbar. Die Strafe kann zwischen 20 und 400 Stunden betragen.